# 北畠停留場
北畠停留場（きたばたけていりゅうじょう）は、大阪府大阪市阿倍野区北畠1丁目7番地先（住吉・我孫子道方面）もしくは北畠2丁目3番地先、（天王寺駅前方面）のもと熊野街道路上にある阪堺電気軌道上町線の停留場。駅番号はHN05。
この停留場の北方200 m程の地点より帝塚山四丁目停留場直前まで、上町線はもと熊野街道上の併用軌道となっているが、この区間は交通量が少なくかつ車道部分が狭隘なため速度も30 km/hに制限されており、中心市街地を走ることの多い他の路面電車ではあまり見られない独特の趣となっている。また、ここから帝塚山三丁目停留場付近までが、いわゆる北畠・帝塚山界隈である。

## 歴史

### 年表
- 1910年（明治43年）10月1日：南海上町線の開業と同時に当駅設置。
- 1944年（昭和19年）6月1日：会社合併のため近畿日本鉄道の停留所になる。
- 1947年（昭和22年）6月1日：会社分離のため南海電気鉄道の停留所になる。
- 1980年（昭和55年）12月1日：南海電気鉄道からの分社により、阪堺電気軌道の停留所となる[1]。

### 地名の由緒
当地に古くからある「大名塚」と呼ばれていた塚を、江戸時代の地理学者・並河誠所が、1338年（延元3年）の阿倍野合戦で戦死したとされる北畠顕家の墳墓と比定したことから本格的な墓所として整備され、その後当地を北畠と称するようになったという。顕家と伝えられる墓は北畠公園（阿倍野区王子町3丁目8番地）内にある。

## 停留場構造
道路上にのりば（安全地帯）が、上下線斜向かい（我孫子道停留場方面が北東、天王寺駅前駅方面が南西）に配されている。丁字路が二つ連続しているために上下ののりばは離れている。かつては天王寺駅前方面ののりば付近に古風な待合所が設置されていたが、現在は簡易な上屋と椅子に更新された上で若干面積が縮小された。朝ラッシュ時に限り、係員が配置されている。

### のりば
| 上り | ■上町線 | 天王寺駅前方面                          | 天王寺駅前 行           |
| 下り | ■上町線 | 住吉・我孫子道・浜寺駅前方面 阪堺線直通 | 我孫子道 行 浜寺駅前 行 |

## 停留場周辺
- 晴明丘中央公園
- 北畠公園
- 阿部野神社
- 源正寺
- 阪南団地
- 大阪府立住吉高等学校
- 大阪市立阪南中学校
- 月見ケ丘

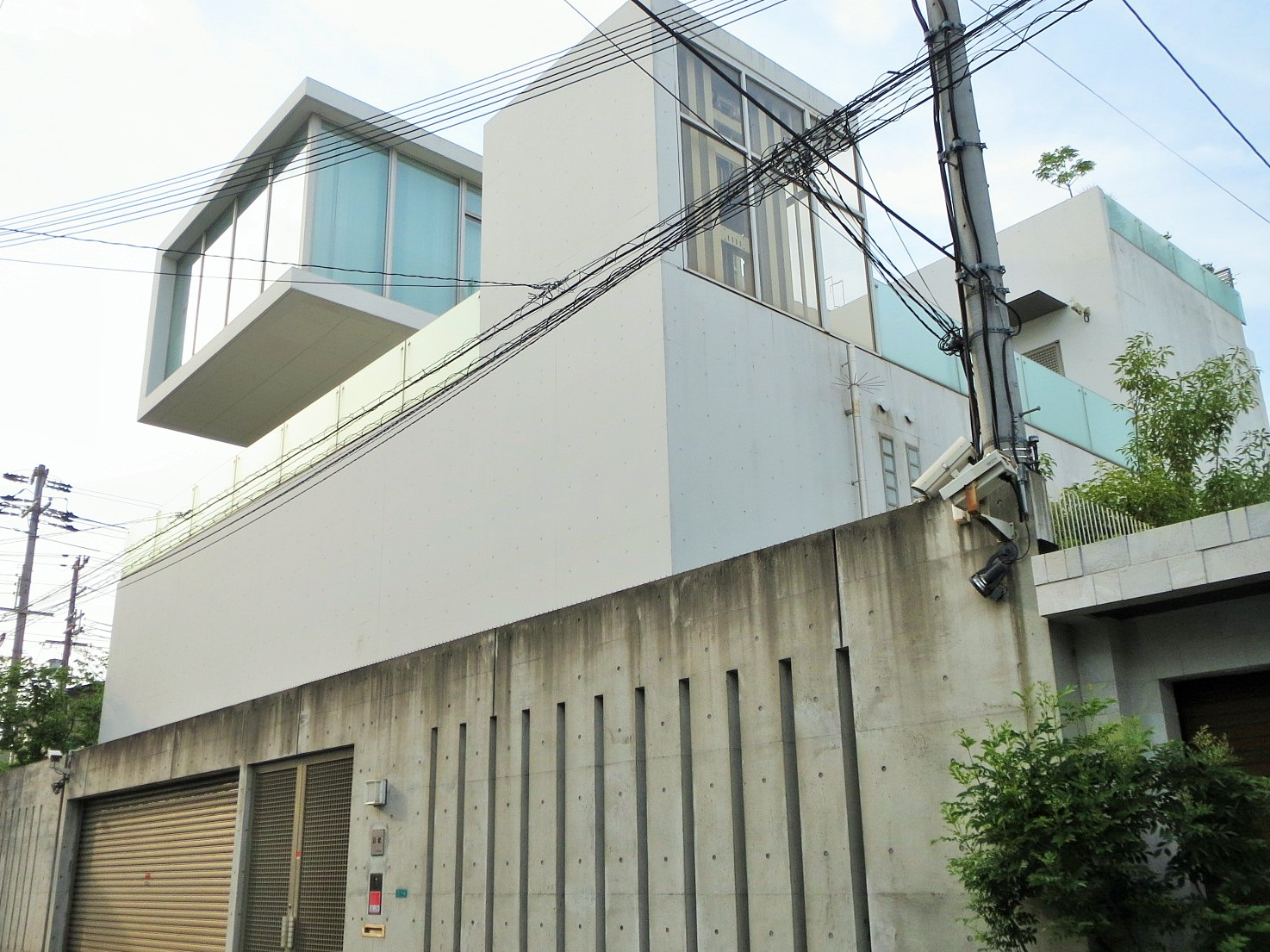
K-1 Project（2020年6月）

- 阿倍野七坂（みなみ坂、みどり坂、やしろ坂、みや坂、さくら坂、相生坂、相親坂）
- K-1 Project - 当停留場前にある事務所兼戸建住宅。施工は藤栄建設株式会社。2004年 (平成16年) 6月竣工。古い歴史を持つ住宅街にあって3階が突き出した積木を連想させるガラス空間、重いスリット入り壁が評価され、第25回大阪都市景観建築賞奨励賞を受賞[2]

## 隣の停留場
阪堺電気軌道
■上町線
東天下茶屋停留場 (HN04) - 北畠停留場 (HN05) - 姫松停留場 (HN06)
- （）内は駅番号を示す。